# Stenogobius squamosus
Stenogobius squamosus es una especie de pez de la familia de los Gobiidae en el orden de los Perciformes.

## Morfología
Los machos pueden llegar a alcanzar los 7,4 cm de longitud total y las  hembras 7,9.

## Hábitat
Es un pez de Agua dulce, de clima tropical y demersal.

## Distribución geográfica
Se encuentra en Oceanía: Islas Marquesas.

## Observaciones
Es inofensivo para los humanos.